# Nabil Elouahabi
Nabil Elouahabi (6 februari 1975) is een Brits acteur.

## Carrière
Elouahabi begon in 1996 met acteren in de televisieserie The Bill, waarna hij nog meerdere rollen speelde in televisieseries en films. Hij is vooral bekend van zijn rol als Tariq in de televisieserie EastEnders waar hij in 165 afleveringen speelde (2003-2005).

## Filmografie

### Films
Uitgezonderd korte films.
- 2024 Elyas - als El Saïd
- 2024 The Outrun - als Samir
- 2024 Hoard - als Ali
- 2021 Infinite - als O Dog
- 2017 Undocument - als Sami
- 2017 Sand Castle - als Arif
- 2015 Rise of the Foot Soldier II - als Demirkan
- 2012 Zero Dark Thirty - als gevangene op monitor
- 2012 Tower Block - als Gary
- 2011 The Boarding School Bomber - als taxichauffeur
- 2011 Junkhearts - als visser
- 2011 Blitz - als getuige
- 2009 Journey to Mecca - als Hamza
- 2007 The Boat People - als Jared
- 2006 The Path to 9/11 - als Ramzi Yousef
- 2005 Plato's Breaking Point - als ??
- 2003 Code 46 - als verkoper
- 2003 Asylum - als Mahmoud Nasdar
- 2002 In This World - als Yusif
- 2002 The Sum of All Fears - als Ghazi
- 2002 Simon: An English Legionnaire - als Abdel Kadar
- 2002 Ali G Indahouse - als Jezzy F

### Televisieseries
Uitgezonderd eenmalige gastrollen.
- 2022-2024 Trigger Point - als Hassan Rahim - 11 afl.
- 2023 Blue Lights - als Joseph - 5 afl.
- 2022 Unforgotten - als Rashid - 3 afl.
- 2021 The Tower - als Younes Mehenni - 3 afl.
- 2021 Time - als Patterson - 2 afl.
- 2020-2021 The Cipher - als mr. Ahmed - 5 afl.
- 2020 Our Girl - als Rabee - 6 afl.
- 2019 His Dark Materials - als The Bright-Eyed Man - 2 afl.
- 2018 Deep State - als Hassan Nassor - 2 afl.
- 2016 The Night Of - als Yusuf - 4 afl.
- 2013 Top Boy – als mr. Mustapha – 4 afl.
- 2008 Generation Kill – als Meesh – 7 afl.
- 2003–2005 EastEnders – als Tariq – 165 afl.

### Computerspellen
- 2023 Diablo IV - als stem
- 2022 Elden Ring - als Kale the merchant
- 2020 Valorant - als Cypher
- 2014 Dragon Age: Inquisition - als stem

- Library of Congress Control Number: no2005009559
- Virtual International Authority File: 2192347
- WorldCat: E39PBJrm9v44Ww3HJxcjJ79bh3